# Sera rossa
Sera rossa è un dipinto di Luigi Filocamo. Eseguito verso il 1962, appartiene alle collezioni d'arte della Fondazione Cariplo.

## Descrizione
Il dipinto è pervaso da una atmosfera irreale e favolistica, data dalla presenza delle due misteriose figure in primo piano, dalla luna grigia sospesa nel cielo rosa e dal corvo sul tetto.